# Johann Rudolf von Sporck

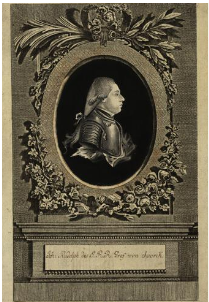
Johann Rudolf von Sporck (1755–1806)

Graf Johann Rudolf von Spor(c)k (* 27. November 1755 in Prag; † 10. Februar 1806 in Wien) war k.k. Feldmarschall-Lieutenant und zuletzt Inhaber des Infanterie-Regiments Nr. 25.

## Herkunft
Der Graf entstammt der Familie Sporck. Seine Eltern waren Graf Johann Karl von Sporck (* 20. Februar 1720; † 13. Januar 1790) und dessen Ehefrau Gräfin Maria Theresia von Thürheim († 6. Januar 1756). Seine Schwester Caroline Josepha (1752–1799) heiratete den Grafen Christian Philipp von Clam-Gallas (1748–1805).

## Leben
Er ging in kaiserliche Dienste und kam am 1. April 1772 als Fähnrich in das Infanterieregiment Nr. 11 (2. Banatregiment). Dort kaufte er am 7. April 1772 eine Oberleutnantstelle und wurde am gleichen Tag zum Kapitänleutnant ernannt. Am 3. März 1784 wurde er zum Hauptmann befördert, am 27. November 1787 wurde er Oberstwachtmeister, am 9. März 1789 Oberstleutnant und am 9. Juni 1789 dann 2. Oberst im Regiment.
Er nahm am 8. Türkenkrieg teil. Am 24. Juni 1789 konnte er sich dort bei einem Gefecht zwischen Predor und Kosvac auszeichnen. Im Mai 1790 half er mit einem Detachement seines Regiments ein Blockhaus bei Liubina zu entsetzen. Am 27. Januar 1791 wurde er zu Infanterie-Regiment Nr. 25 (Brechainville) versetzt.
Am 31. Dezember 1791 wurde er Kommandeur des Regiments. Als solcher kommandierte er im Ersten Koalitionskrieg am 1. März 1793 im Gefecht bei Aldenhofen und am 9. März im Gefecht bei Huy. Am 17. März wurde er im Gefecht bei Champignon verwundet, war aber schon am 21. April bei der Einschließung von Conde und anschließend von Valenciennes dabei. Ebenso befand er sich bei den Belagerungen von Quesnay und Maubeuge sowie am 15. und 16. September in der Schlacht bei Wattignies und am 23. Oktober im Gefecht bei Douzier.
Am 1. März 1797 mit Rang vom 28. Februar 1797 wurde er zum Generalmajor befördert und kam als Brigadier zur Armee nach Deutschland. Als solcher machte er die Feldzüge von 1794 und 1795 mit. Am 1. März 1797 wurde er dann zum Feldmarschall-Lieutenant befördert. 1799 hatte er die besondere Aufgabe, im Rastatter Gesandtenmord zu ermitteln. Sein Bericht ist bis heute verschollen.
Nach Krieg trat er 1800 in den Ruhestand, aus dem er aber bereits 1801 zurückgeholt wurde. Er wurde 1801 zum Inhaber des Infanterie-Regiments Nr. 25 und 1802 zum Obersthofmeister des Erzherzogs Anton ernannt. Der Graf starb aber bereits am 10. Februar 1806 in Wien.